# Mensa International
Mensa International je mezinárodní nezisková organizace založená v roce 1946 v Oxfordu. Sdružuje lidi s IQ mezi horními 2 % populace (minimální IQ dle české stupnice 131, podle Stanford-Binetovy 132, podle Cattellovy 148). Členem se může stát každý, kdo tohoto výsledku dosáhne v testu inteligence, schváleném mezinárodním dozorčím psychologem Mensy International Ltd. Ve více než 100 zemích má přes 100 tisíc členů – formálně se skládá z jednotlivých národních organizací (v Česku je to Mensa Česko) a zastřešující Mensy International.